# Краснодар — Ейск (автодорога)
03К-001 — российская автомобильная дорога регионального значения в Краснодарском крае, соединяющая Краснодар с Ейском. Идентификационный номер 03 ОП РЗ 03К-001. Автомобильная дорога I-II категории, покрытие — асфальт. Ранее дорога обозначалась как две совмещённые дороги с учётными номерами Р-250 и Р-268.

## Характеристика автодороги
- рельеф — равнина
- количество полос движения — 2-4
- состояние покрытия полотна дороги — хорошее
- сеть АЗС — да
- покрытие сотовой связью — полное
- наличие ДПС — да
- плотность движения — высокая, на отдельных участках возможны заторы
- придорожный сервис — в наличии
- дополнительная информация: на участке автодороги от ст. Стародеревянковская до г. Тимашевск проходит северный участок маршрута в направлении Крыма (от трассы М-4 «Дон» до крымского моста, всего ок. 60 км).

## Маршрут
Дорога начинается в северной части г. Краснодара как Ейское шоссе, начиная с кольцевой развязки ул. Дзержинского — 3-я Трудовая ул., и заканчивается в г. Ейске, первая кольцевая развязка на въезде в город.
Маршрут движения: Краснодар — п. Южный/Берёзовый (пригород Краснодара) — ст. Новотитаровская — ст. Медвёдовская — хутор Танцура-Крамаренко — г. Тимашевск, кольцевая развязка с а/д 03К-18 и развилка с 03К-15 — ст. Брюховецкая (обход) — Переясловская — ст. Каневская (обход), кольцевая развязка с а/д 03К-012 — ст. Стародеревянковская — ст. Новоминская — ст. Староминская (обход), развилка с а/д 03К-34 — ст. Старощербиновская — п. Восточный — п. Щербиновский — п. Александровка — п. Широчанка — г. Ейск

## Галерея

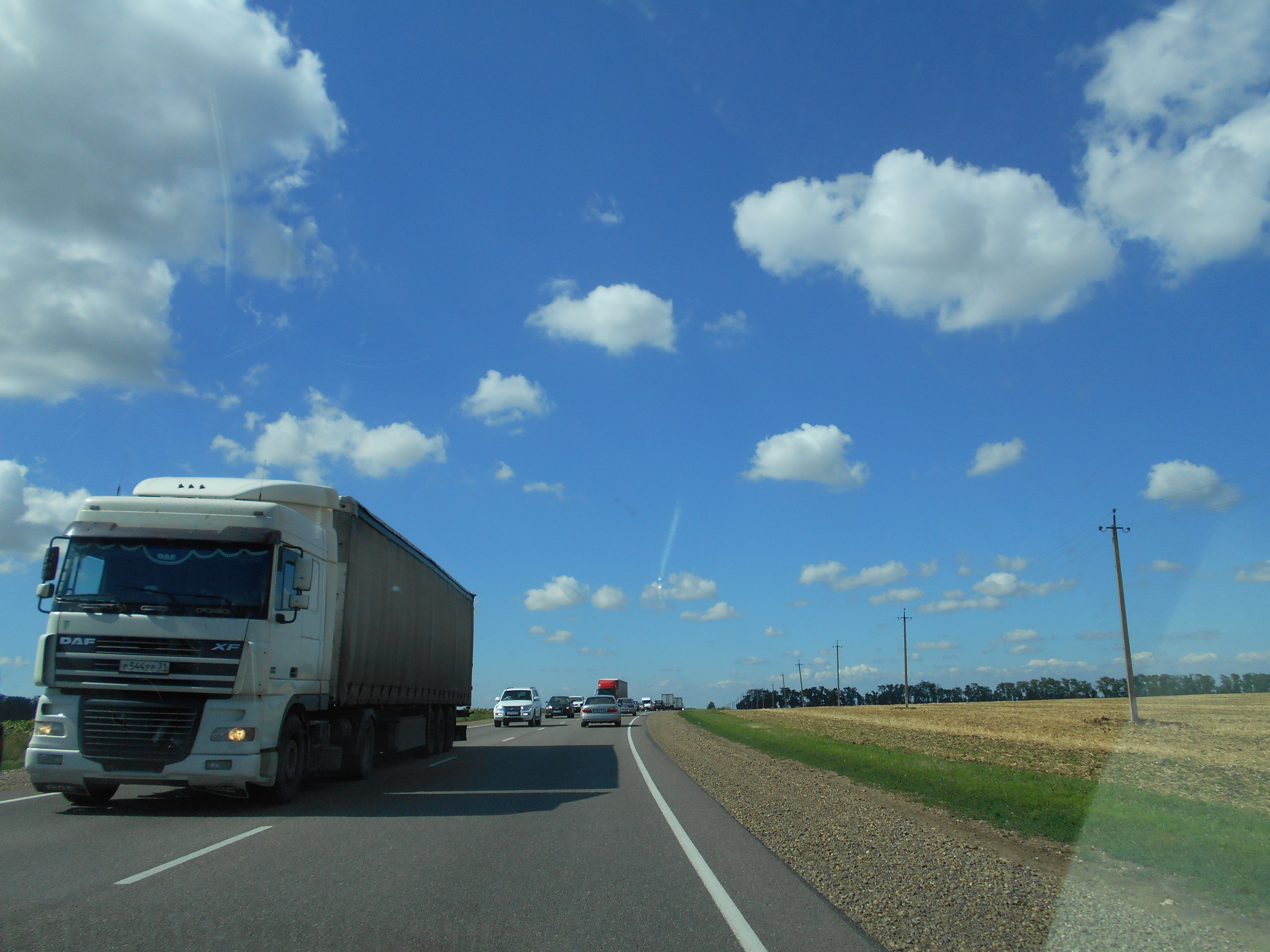
Трасса Краснодар-Ейск, июль 2016 год
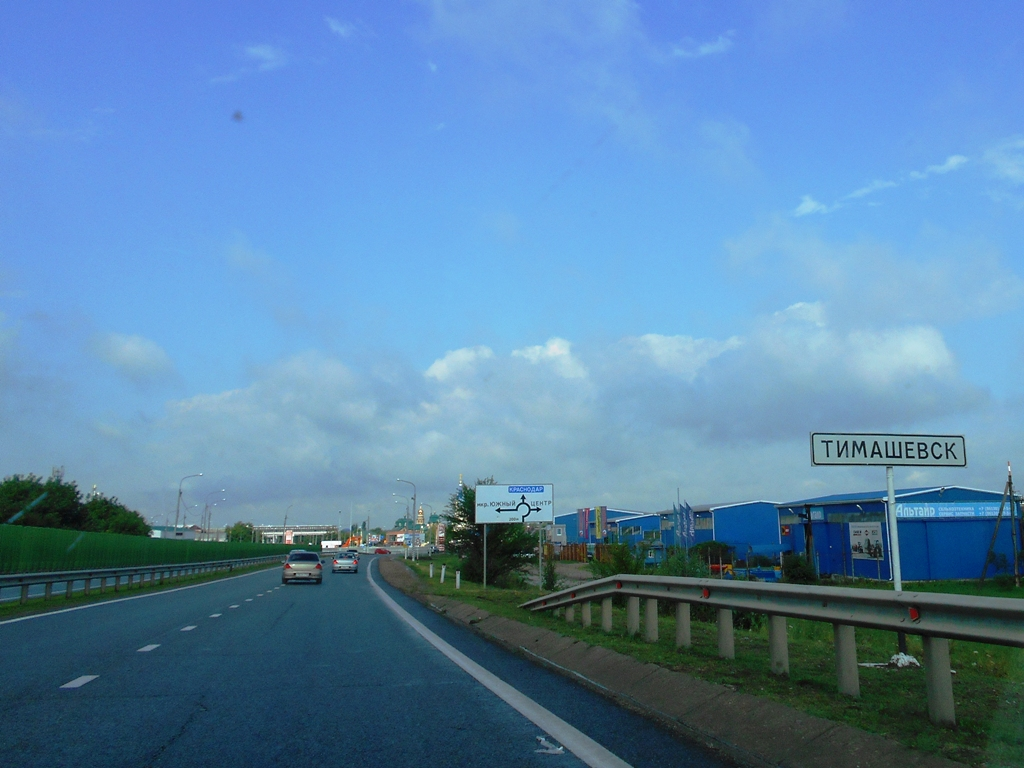
Трасса Краснодар-Ейск в районе г. Тимашевск
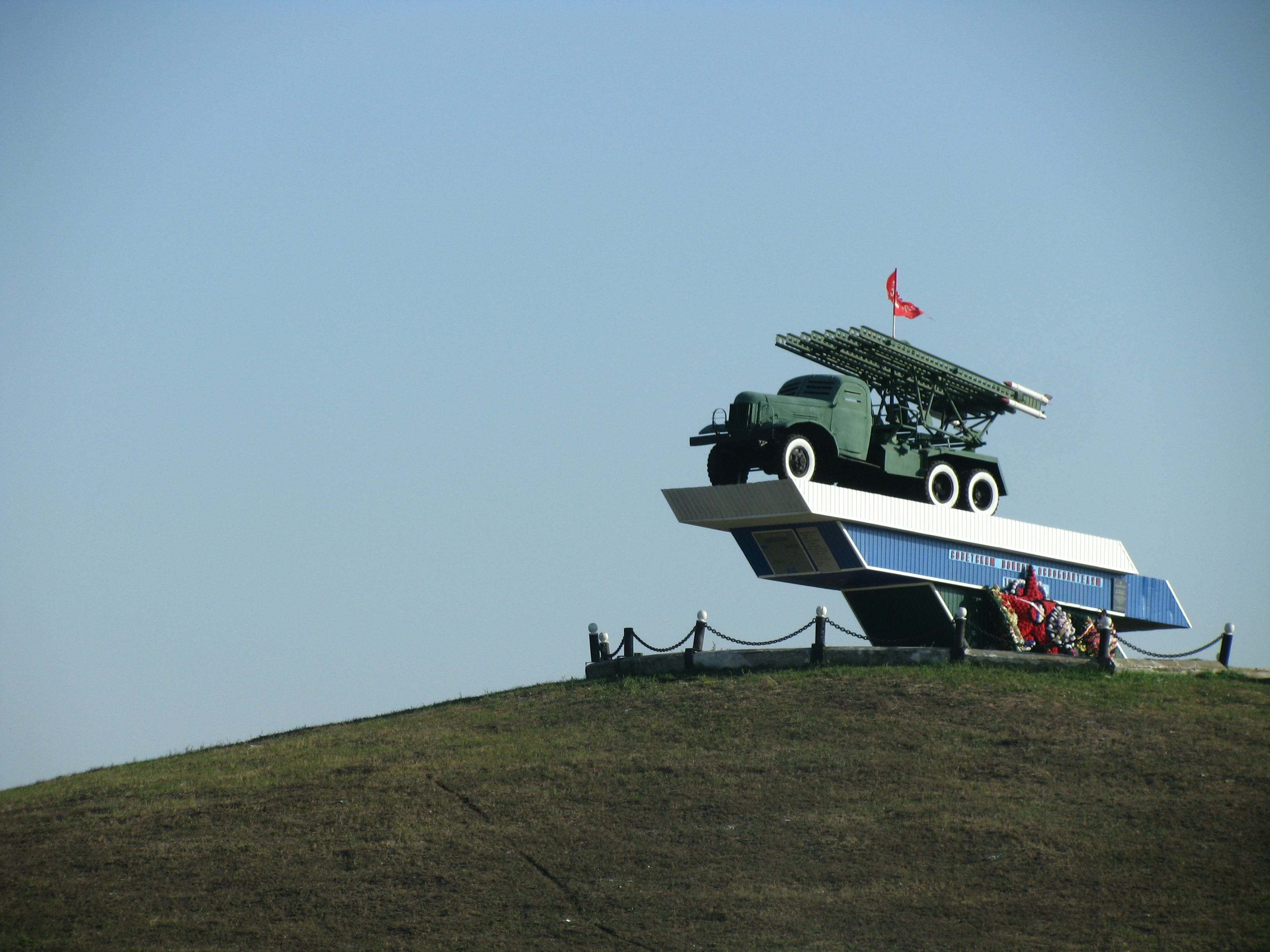
Монумент на трассе рядом со станицей Брюховецкой
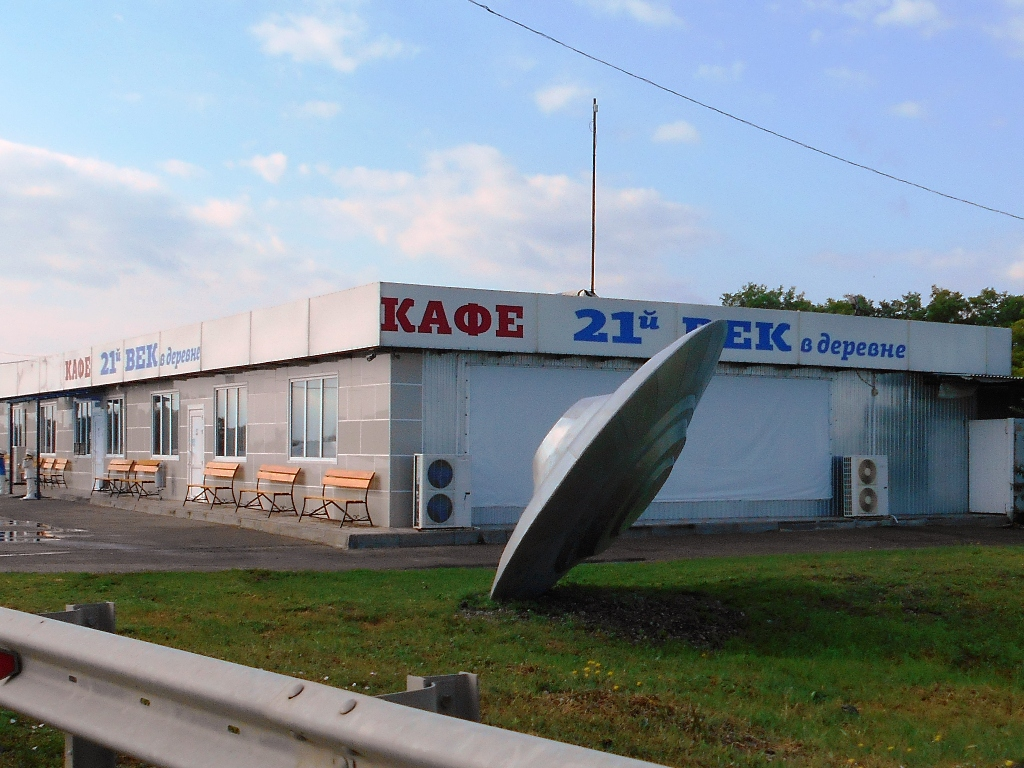
Придорожное кафе «21 век в деревне»
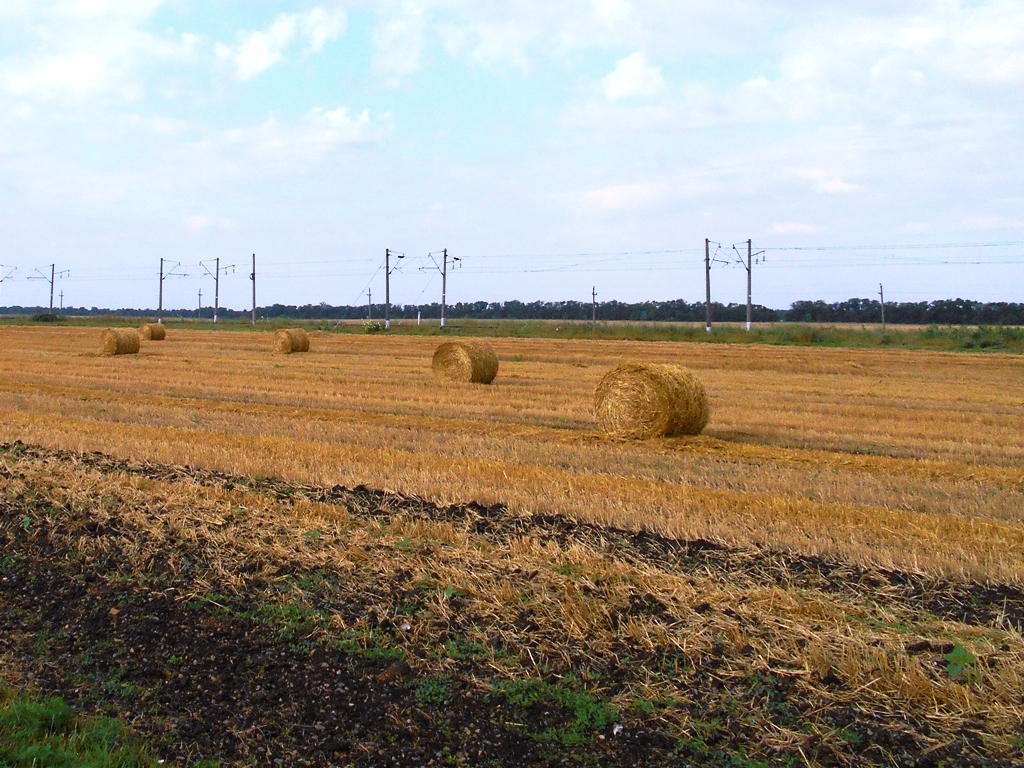
Типичный придорожный пейзаж - поля зерновых